# Agrupación Scout Mexicana
La Agrupación Scout Mexicana, Asociación Civil (AGSMEX), es una Asociación Civil sin fínes de lucro que en sus inicios trabajó en conjunto con la Federación Mexicana de Scouts Independientes, A.C., teniendo como base los lineamientos que marca el fundador del Escultismo, Lord Robert S.S. Baden-Powell of Gilwell. Reconocida por la Federación Mundial de Scouts Independientes el 17 de marzo de 2003.
En 2004 se hace el registro ante notario público de la Agrupación Scout Mexicana, A.C. proponiendo continuar con las bases educativas Escultistas del fundador Baden-Powell y de todos aquellos que sustentaron lo que hoy conocemos como Escultismo, como es el caso del Cap. Roland Philipps, la serie Gilcraft, E.E. Reynolds, Hazelwood, John Thurman, J. Dudley, Vera Barclay, entre otros, promoviendo un Escultismo con influencia del paradigma sociocrítico, dentro de la teoría constructivista del aprendizaje y considerado como una educación activa y de enfoque popular. El Escultismo de esta organización está fuertemente influenciado por las propuestas como origen con los aportes de María Montessori, Jean William Fritz Piaget y posteriormente de Célestin Freinet.
En referencia a lo anterior, el Escultismo practicado dentro de la Agrupación Scout Mexicana, A.C. no se puede entender como "Tradicional", en el sentido estricto de la palabra, pues considera importante el Movimiento que éste debe tener; dicho Movimiento debe estar estructurado, analizado, criticado y con una autorregulación constante manteniéndose ajeno a los intereses político partiditas-religiosos-económicos con el deseo de ser realmente un apoyo educativo para los individuos de forma trascendente con referencia a su entorno social hacia una proyección de transformación.
En la AGSMEX no se recibe remuneración alguna por hacer Escultismo con el fin de mantenerlo como una actividad 100% filantrópica.
La máxima autoridad de la AGSMEX radica en la Asamblea de Delegados conocida también como Asamblea Nacional, la cual sesiona de manera ordinaria, una vez al año en cualquiera de los primeros dos meses del año y en sesiones extraordinarias cuantas veces sea necesario.
A principios del 2011 hasta el 2020 se logró el reconocimiento por el gobierno alemán gracias a la colaboración de Scouts Alemanes, oficializándose nuestro carácter legal con dicho país a través del nombre Freier Pfadfinderbund St.Georg. e. V. esta bivalencia permitió a los miembros presentarse como afiliados a ambas instituciones para los términos legales que resulten.

## Antedecentes Históricos
Los orígenes de la Agrupación Scout Mexicana, A.C. pueden remontarse a mayo de 1933 cuando surgió el primer grupo Scout de la ciudad de Puebla mediante la conexión de Alfonso Espino y Silva e Ignacio Martínez González con un scout británico, Charles O'Robson que personalmente tenía contacto con el fundador del Escultismo, Robert Baden-Powell. En ese momento el Grupo estaba afiliado a la Federación Nacional de Scouts de México, que posteriormente se convirtiera en la Asociación de Scouts de México, A.C.
El Escultismo dentro de dicha organización presentó un desarrollo sostenido hasta la década de los 90s con modificaciones en la aplicación del Método y Programa Scout, lo que llevó que en el 2002 se tratara de rescatar el legado del fundador y el Espíritu Scout por el cual el Escultismo se había desarrollado en beneficio de la juventud Mexicana, sustentando para ello, la propuesta original con el avance y desarrollo de las Ciencias de la Educación.
Tras pláticas con diferentes Grupos de otros estados de la república, en el 2003, se conforma la Federación Mexicana de Scouts Independientes quien posteriormente tendría el carácter de A.C.
Debido al desarrollo del proyecto que se venía dando desde el 2002, varios Grupos se incorporan a lo que en ese entonces se denominaba Scouts Tradicionales de México, nombre previo que recibió la asociación hasta que fue dictaminado por la Secretaría de Relaciones Exteriores el nombre definitivo de Agrupación Scout Mexicana, A.C. en el 2003 y finalmente ser protocolizada en el 2004 ante notario público.

## Estructura de las etapas de desarrollo donde se ejecuta el Programa Educativo
| Nombre de Rama                       | Unidades (Miembros Beneficiarios)                           | Edades (Años)                   | Color de Uniforme                                                    |
| Alebrijes                            | Unidad Mixta denominada Ronda de Alebrijes                  | niños de 3 a 6 años             | Camisa naranja; pantalón azul y gorra naranja.                       |
| Manada                               | Unidad Mixta denominada Manada de Lobitos y Lobatas         | niños 7-12 años                 | Camisa blanca; pantalón, suéter y gorra azul.                        |
| Tropa                                | Unidad de Tropa de Guías Scouts y Unidad de Tropa de Scouts | 11-17 mujeres y 12 a 17 hombres | Camisola gris; falda o pantaloncillo azul y sombrero o boina negra.  |
| Clan                                 | Unidad de Rovers Scouts y Unidad de Mujeres Rovers          | 17-22                           | Camisola kaki; falda o pantaloncillo azul y sombrero o boina guinda. |
| Encargados de la estructura Maestres | Miembros Colaboradores y Activos                            | 16+                             | Camisola kaki; falda o pantaloncillo azul y sombrero o boina negra.  |

## Método Educativo en la AGSMEX
El Método Educativo Scout en la Agrupación Scout Mexicana, A.C., teniendo los cimientos y racies según la propuesta de Baden-Powell, actualmente se le identifica en la escuela activa constructivista y la pedagogía crítica; es la aplicación de una metodología de educación no formal o no reglada, como en la AGSMEX se autodefine, cuyo fin es educar a los individuos de forma alternativa y complementaria a la escuela, poniendo énfasis en los valores en contrapartida a los conocimientos para que se desarrollen y lleguen a ser:
Autónomos, al ser capaces de tomar sus propias decisiones y hacerse cargo de su propia vida.
Solidarios, al preocuparse activamente por los demás.
Responsables, al ser capaz de asumir las consecuencias de las decisiones que toma, capaz de asumir y mantener compromisos y llevar a cabo lo que piensa.
Comprometidos, al vivir acorde con su escala de valores y apoyando los ideales que cree son importantes.
Mediante el desarrollo de siete áreas de desarrollo principales:
1)	Desarrollo de la afectividad
2)	Desarrollo del carácter
3)	Desarrollo saludable
4)	Desarrollo de las habilidades y la creatividad
5)	Desarrollo de la conciencia hacia los demás
6)	Desarrollo de la expresión y apreciación artística
7)	Desarrollo de la espiritualidad

## Pedagogía Scout
'Chicos'
Características
Pedagogía del proyecto: Estructuras de funcionamiento estables aunque susceptibles de cambio según se evolucione.
Educación funcional
Educación en el tiempo libre
Educación a partir de sus centros de interés
Educación en la naturaleza y a través de ella
Ámbitos de acción
•	Ámbito social
Educación en la participación
Educación activa
Educación en la austeridad
Educación en el funcionamiento de la sociedad
Educación en la cooperación
Educación en la libertad
Educación en la utopía
•	Ámbito personal
Educación crítica
Educación en el fracaso
Educación en las emociones
Educación en el disfrute
Educación en la sabiduría
Educación en la trascendencia
Educación práctica
Coeducación
Reconocer de manera activa la equidad entre sexos
Educación en la sexualidad
'Maestros'
Educación que se imparte, educación ejemplar
Educación que se recibe, educación en la educación de Responsables
Crecimiento personal

## Método Scout
El Método Scout, es un conjunto de operaciones recurrentes y relacionadas entre sí que producen resultados acumulativos y progresivos que nos guían en la autoeducación del individuo; dicho Método se basa en el concepto de “educación desde adentro” en oposición a “instrucción desde afuera”, como nos lo indica Baden-Powell en su libro B.-P.’s Outlook.
El Método Scout empleado en la Agrupación Scout Mexicana, A.C. consta de cinco partes que son:
1. La aceptación voluntaria de un compromiso denominado “Promesa Scout”.
2. La utilización de la técnica “aprender-haciendo” de una forma dialéctica y dialógica entre educador educando.
3. La utilización permanente de pequeños grupos en forma de comunidades educativas con el deseo de reafirmar a los sujetos,  para la creación de saberes.
4. La realización de actividades al aire libre como medio didáctico con el deseo de lograr la observación, convivencia con la naturaleza y la educación medioambiental con una perspectiva del buen vivir.
5. La participación indirecta del adulto, en forma estimulante y no interferente, libre, politizada con la oportunidad de crear con las y los chicos la organización, dirección de actividades y toma de decisiones, fomento la concientización por un mundo mejor.

## Programa Scout
El Programa Scout proporciona al individuo las vivencias propias del Método Educativo Scout combinando los elementos que lo constituyen y lo van desarrollando en las diferentes Áreas de Desarrollo constando de cuatro partes que son:
1)	Marco simbólico
Uniforme
Nombres y símbolos
Ambiente físico
Tradiciones
Espíritu Scout
Ambiente Scout
2)	Estructura
Organización
Operación
Toma de decisiones
3)	Adelanto progresivo
Preparación al ingreso
Vida en la unidad de la Rama
Preparación al futuro
4)	Actividades
Juntas ordinarias
Juntas extraordinarias
Excursiones
Campamentos
Artísticas
Cívicas y sociales
Servicios
Apoyo interdisciplinario
Etc…

## Proyecto hombre - mujer
Poco a poco esta Ley y la Promesa han ido enriqueciéndose, en consonancia con el pasar del tiempo y se empezó a hablar del Proyecto de Hombre y mujer; con el mismo fondo que la Ley Scout, describiendo el modelo de persona que buscamos y basándose en los Principios básicos.
Es tarea del Escultismo de hoy educar para la construcción de la utopía. A pesar de desenvolverse en unos tiempos difíciles, todas las causas principales para un mundo justo y viable poseen aún más sentido si queremos dejar el mundo mejor de lo cómo lo encontramos.
El Escultismo se compromete en desarrollar una educación basada en el Proyecto de Hombre y mujer que se define por un conjunto de opciones o actitudes básicas:
Un hombre y una mujer capaces de escoger y de abrir caminos.
Un hombre y una mujer austeros en sus formas de vida.
Un hombre y una mujer capaces de llevar hasta el final lo elegido.
Un hombre y una mujer activos y felices.
Un hombre y una mujer comunitarios.
Un hombre y una mujer políticos y comprometidos.
Un hombre y una mujer capaces de amarse y amar.
Un hombre y una mujer capaces de amarse con su cuerpo y de valorar el erotismo.
Un hombre y una mujer que valoran la naturaleza.
Un hombre y una mujer que se sienten pueblo y trabajan por la paz y la cooperación internacional

## Actividades internacionales
Gracias al contacto que se ha tenido desde la incorporación a la WFIS con Scouts de todo el mundo, se ha permitido el viaje a diferentes destinos dentro de los intercambios Scouts como en España y Alemania. La participación en los campamentos internacionales han sido dos, el Eurocamp de 2006 y el 2.º WFIS World Jamboree 2007 realizado en Medellín, Colombia.
La Agrupación Scout Mexicana, A.C. fue la encargada de organizar el 3.er WFIS World Jamboree 2011 en Puebla.